# Stephen Odey
Stephen Odey (Lagos, 15 gennaio 1998) è un calciatore nigeriano, attaccante del Randers.

## Carriera

### Club
Cresciuto nell'MFM, dopo due ottime stagioni a livello individuale il 4 ottobre 2017 firma un quadriennale con lo Zurigo.. Nella stagione 2020-2021 partecipa con l'Amiens alla Ligue 2; in questa stagione è il miglior marcatore stagionale della squadra.

### Nazionale
Ha esordito con la nazionale nigeriana il 1º giugno 2017, nell'amichevole vinta 3-0 contro il Togo, sostituendo all'87º minuto Elderson.

## Statistiche

### Presenze e reti nei club
Statistiche aggiornate al 28 gennaio 2018.
| Stagione        | Club            | Campionato      | Campionato | Campionato | Coppe nazionali | Coppe nazionali | Coppe nazionali | Coppe continentali | Coppe continentali | Coppe continentali | Supercoppe | Supercoppe | Supercoppe | Totale | Totale |
| Stagione        | Club            | Comp            | Pres       | Reti       | Comp            | Pres            | Reti            | Comp               | Pres               | Reti               | Comp       | Pres       | Reti       | Pres   | Reti   |
| --------------- | --------------- | --------------- | ---------- | ---------- | --------------- | --------------- | --------------- | ------------------ | ------------------ | ------------------ | ---------- | ---------- | ---------- | ------ | ------ |
| 2017-2018       | Zurigo          | SL              | 4          | 1          | CS              | 2               | 0               | -                  | -                  | -                  | -          | -          | -          | 6      | 1      |
| Totale carriera | Totale carriera | Totale carriera | 4          | 1          |                 | 2               | 0               |                    | -                  | -                  |            | -          | -          | 6      | 1      |

### Cronologia presenze e reti in nazionale
| Cronologia completa delle presenze e delle reti in nazionale ― Nigeria | Cronologia completa delle presenze e delle reti in nazionale ― Nigeria | Cronologia completa delle presenze e delle reti in nazionale ― Nigeria | Cronologia completa delle presenze e delle reti in nazionale ― Nigeria | Cronologia completa delle presenze e delle reti in nazionale ― Nigeria | Cronologia completa delle presenze e delle reti in nazionale ― Nigeria | Cronologia completa delle presenze e delle reti in nazionale ― Nigeria | Cronologia completa delle presenze e delle reti in nazionale ― Nigeria |
| Data                                                                   | Città                                                                  | In casa                                                                | Risultato                                                              | Ospiti                                                                 | Competizione                                                           | Reti                                                                   | Note                                                                   |
| ---------------------------------------------------------------------- | ---------------------------------------------------------------------- | ---------------------------------------------------------------------- | ---------------------------------------------------------------------- | ---------------------------------------------------------------------- | ---------------------------------------------------------------------- | ---------------------------------------------------------------------- | ---------------------------------------------------------------------- |
| 13-8-2017                                                              | Cotonou                                                                | Benin                                                                  | 1 – 0                                                                  | Nigeria                                                                | CHAN 2018                                                              | -                                                                      | 59’                                                                    |
| 19-8-2017                                                              | Kano                                                                   | Nigeria                                                                | 2 – 0                                                                  | Benin                                                                  | CHAN 2018                                                              | -                                                                      | 63’                                                                    |
| Totale                                                                 |                                                                        | Presenze                                                               | 2                                                                      |                                                                        | Reti                                                                   | 0                                                                      |                                                                        |

## Palmarès

### Club

#### Competizioni nazionali
- Coppa Svizzera: 1

Zurigo: 2017-2018